# Monastère de Dionysiou
Le monastère de Dionysiou (en grec moderne : Μονή Διονυσίου, Monastère de Saint-Denys) est un des vingt monastères orthodoxes de la communauté monastique du mont Athos dont il occupe la 5e place dans le classement hiérarchique.
Il est situé au sud-ouest de la péninsule, et dédié à saint Jean le Baptiste, fête votive le 7 janvier, jour de la Synaxe orthodoxe.
En 1990, il comptait 59 moines.

## Histoire

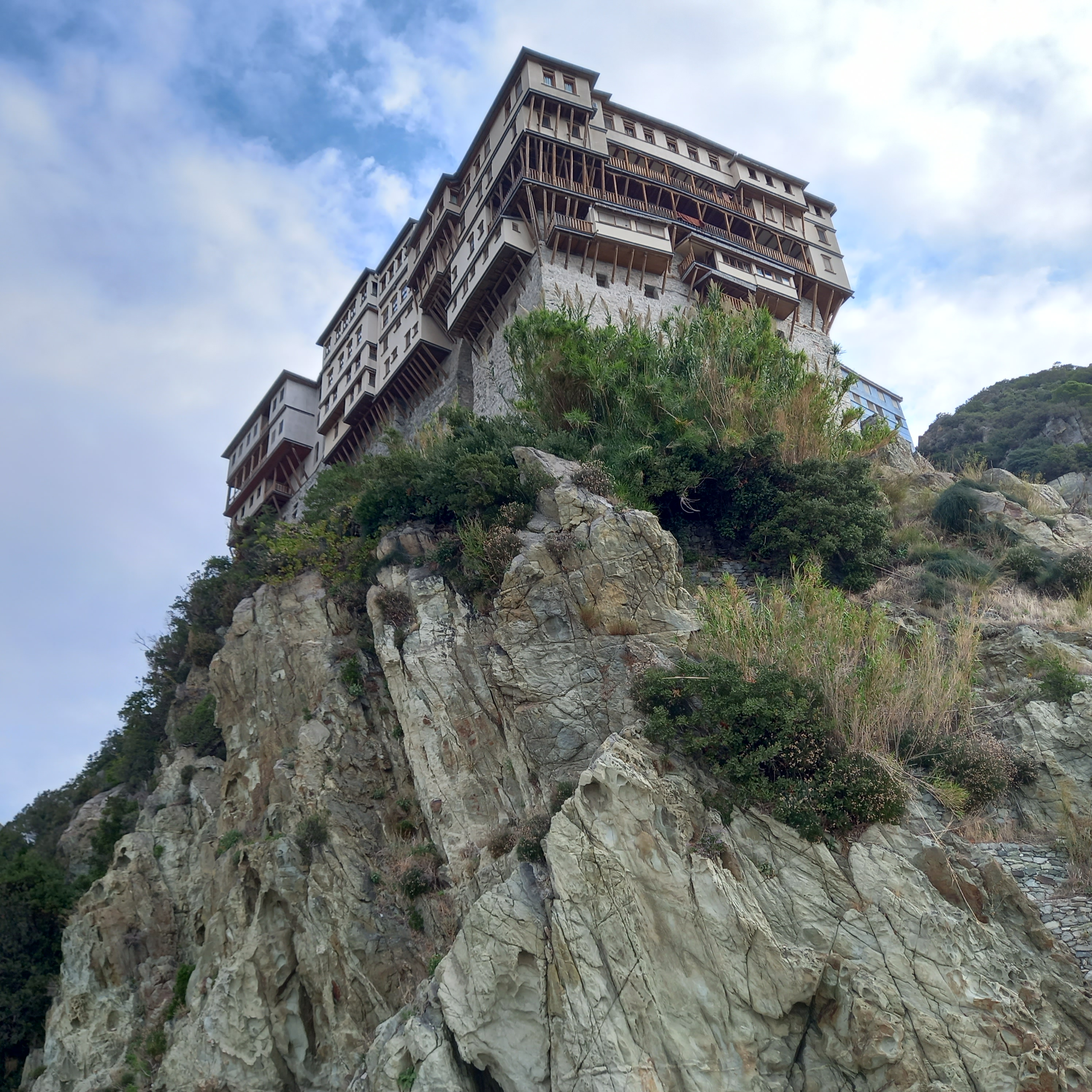
Monastère de Dionysiou

Le monastère a été fondé au XIVe siècle par saint Denys de Korisos (bg) (fête le 25 juin), d'où son nom.
Selon Donald MacGillivray Nicol, la fondation du monastère est l'œuvre de l'empereur de Trébizonde Alexis III et de son épouse Théodora Cantacuzène.

## Patrimoine artistique

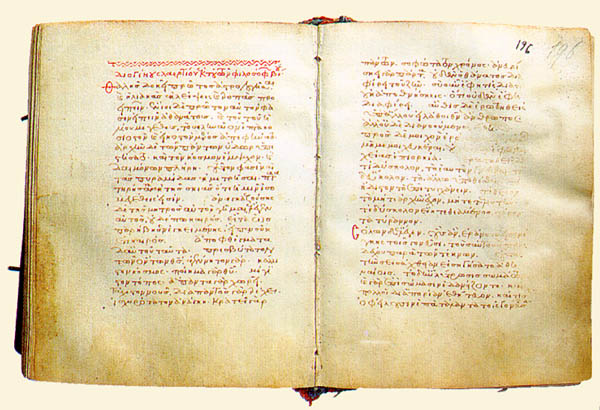
Manuscrit du XIIIe siècle, avec un texte de Diogène Laërce